# 鹿児島市立大龍小学校
鹿児島市立大龍小学校（かごしましりつだいりゅうしょうがっこう 英語: Dairyu Elementary School）は、鹿児島県鹿児島市大竜町にある公立小学校。

## 概要
島津貴久が天文19年に築城した内城及び、文之和尚が開山した大龍寺（大竜寺）の跡地にある。

## 沿革
- 1884年（明治17年） - 龍尾、若宮、滑川の3小学校を統合し、大龍小学校を創立。小坂小学校を合併
- 1912年（明治45年） - 清水小学校が新設分離
- 1915年（大正4年） - 実業補習学校併設
- 1922年（大正11年） - 高等科併設。大龍尋常高等小学校と改称
- 1941年（昭和16年） - 国民学校令により大龍国民学校と改称
- 1946年（昭和21年） - 旧鹿児島校（全焼）の児童全部および山下校の一部児童を収容
- 1947年（昭和22年） - 鹿児島市立大龍小学校と改称
- 1948年（昭和23年） - 鹿児島市立山下小学校を分離
- 1974年（昭和49年） - 鹿児島市立坂元小学校を分離
- 1985年（昭和60年） - 鹿児島市立坂元台小学校を分離

## 通学区域
- 下田町の一部
- 坂元町の一部
- 東坂元一丁目の全域及び東坂元二丁目の一部
- 上竜尾町の全域
- 下竜尾町の全域
- 冷水町の一部
- 大竜町の全域
- 上本町の全域

## 著名な出身者
- 赤﨑勇[3] - 工学者（半導体工学、青色発光ダイオードの開発）、ノーベル物理学賞受賞者、日本学士院賞・恩賜賞受賞者、文化功労者、文化勲章受章者、日本学術会議栄誉会員、名古屋大学特別教授・名誉教授、名城大学終身教授・特別栄誉教授
- 赤﨑正則[3] - 工学者（プラズマ工学）、九州大学名誉教授、福岡工業大学学長
- 伊集院峰弘 - 元プロ野球選手
- 勝目清 - 鹿児島市長
- 久保田尚志[4] - 化学者（有機化学）、日本学士院賞受賞者、大阪市立大学名誉教授、近畿大学教授
- 野口たくお - MBCタレント
- 細山田武史 - プロ野球選手